# عالي القوائم

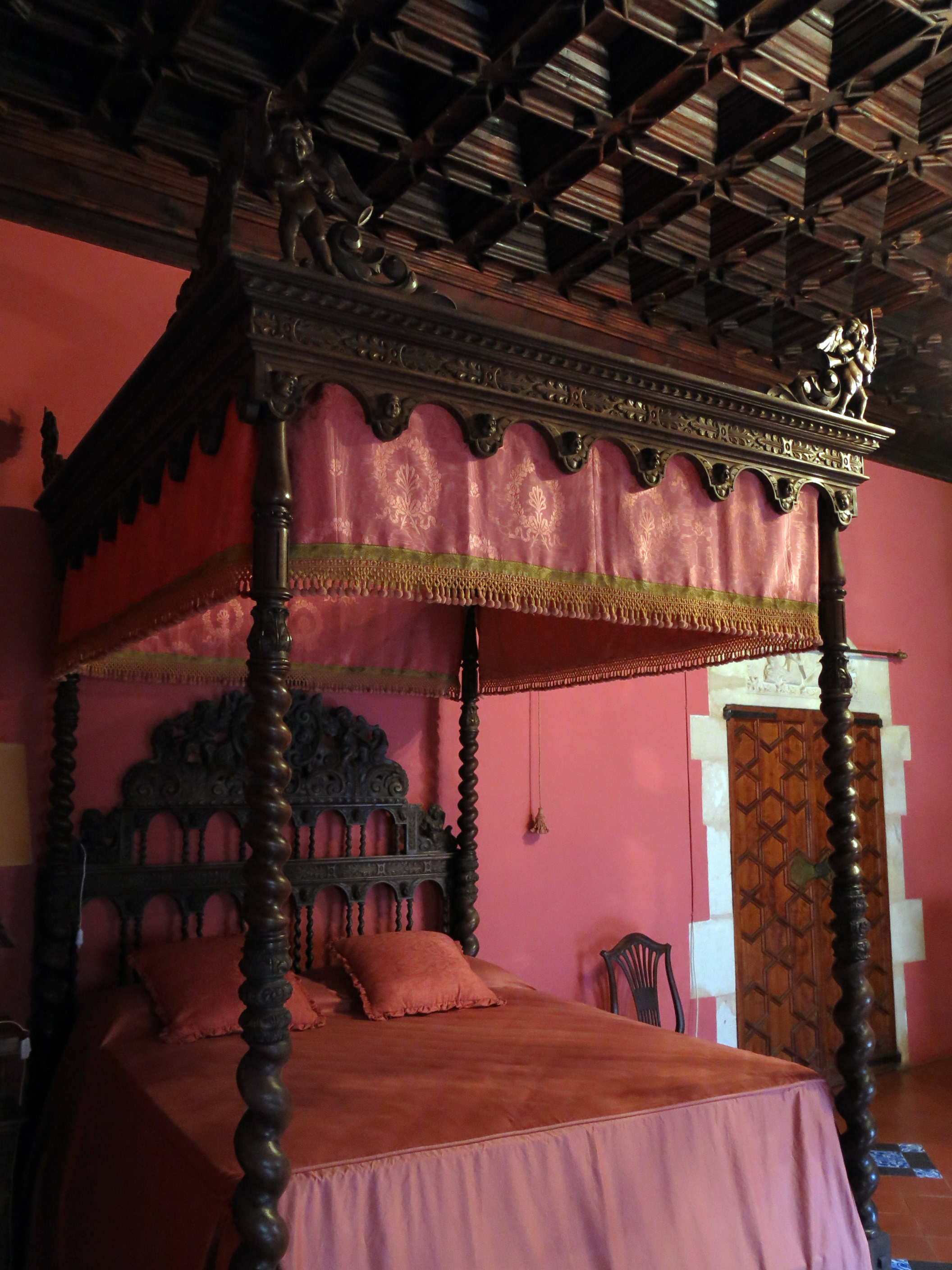

عالي القوائم هو سرير ذو أربعة قوائم رأسية قائمة في كل زاوية لتحمل ستائر أو ظلة.